# 52 Baza Rakietowa (Chiny)
52 Baza Rakietowa – związek taktyczno-operacyjny Chińskiej Armii Ludowo-Wyzwoleńczej.

## Charakterystyka
52 Baza Rakietowa, będąca odpowiednikiem rosyjskiej armii rakietowej, rozwinięta jest w południowo-wschodniej części Chin w Huangshan, w sąsiedztwie wyspy Tajwan. Jej zadaniem jest utrzymanie chińskiego potencjału jądrowego w gotowości do użycia, wykonanie kontrataków nuklearnych oraz demonstrowanie polityki odstraszania  na kierunku tajwańskim.
W swoim składzie posiada strategiczne i taktyczne środki jądrowe, konwencjonalne siły rakietowe, jednostki łączności, rozpoznania, logistyki i walki elektronicznej.

## Struktura organizacyjna
Baza w swojej strukturze posiada brygady rakietowe oraz bataliony i jednostki zabezpieczenia. Brygady w swoim uzbrojeniu posiadają rakiety krótkiego zasięgu DF-11 i DF-15, mogące razić cele na Tajwanie.
- dowództwo bazy
- 807 Brygada Rakietowa w Lianxiwang/Jingdezhen.
- 811 Brygada Rakietowa w Lianxiwang/Jingdezhen.
- 815 Brygada Rakietowa w Leping/Shangrao i Xindian
- 817 Brygada Rakietowa w Yong An
- 818 Brygada Rakietowa w Meizhou
- 819 Brygada Rakietowa w Gangzhou
- 820 Brygada Rakietowa w Jinhua,
- brygada rakietowa (U/I Brigade) w Jiangshan
- brygada rakietowa (U/I Brigade) w Nanping
- brygada rakietowa (U/I Brigade) w Xianyou
- brygada rakietowa (U/I Brigade) w Ningbo